# An Ayler Xmas Volume 2
An Ayler Xmas Volume 2 (auch Mars Williams Presents an Ayler Xmas Volume 2) ist ein Jazzalbum von Mars Williams. Die um 2017 entstandenen Aufnahmen erschienen 2018 auf Soul What Records in Kooperation mit ESP-Disk.

## Hintergrund
Der Saxophonist Mars Williams veröffentlichte mit „An Ayler Xmas“ (Soul What Records, 2017) eine Reihe von Alben, die er zu Lebzeiten auf fünf Folgen ausweiten konnte. Ende 2017 legte er Band 2 vor, in der er die Spielhaltung und Stücke Albert Aylers mit Weihnachtsliedern verwob. Live aufgenommen wurde das Album in Chicago mit seiner Ayler-Tribute-Band Witches and Devils und in Wien mit einer österreichischen Band, zu der Christof Kurzmann und Didi Kern (der mit Mats Gustafsson und den DEK Trio spielte) gehören, ferner Thomas Berghammer (Trompete) und Hermann Stangassinger am Bass.
Die Chicagoer Band Witches & Devils bestand neben Mars Williams (Saxophone, Spielzeuginstrumente) aus Josh Berman (Kornett), Fred Lonberg-Holm (Cello), Jim Baker (Piano, Bratsche, Arp-Synthesizer), Kent Kessler (Bass), Brian Sandstrom (Bass, Gitarre, Trompete) und Steve Hunt (Schlagzeug;).
Mit den Alben Mars Williams Presents: An Ayler Xmas Volume 3: Live in Krakow (2019, mit Klaus Kugel,
Knox Chandler, Mark Tokar, Jaimie Branch), An Ayler Xmas Vol. 4: Chicago vs N.Y.C. (2020) und An Ayler Xmas Vol. 5 (2021) setzte Mars Williams die Reihe fort.

## Titelliste
- Mars Williams – Mars Williams Presents: An Ayler Xmas Volume 2 (Soul What Records SWR 0004, ESP-Disk ESP5030)[1]

1. Xmas Medley 14:18
2. O Tannenbaum / Spirits / 12 Days of Christmas (Vienna) 8:34
3. Love Cry / Christmas Wrapping 8:34
4. Carol the Drum / Bells / O Come Emanuel / Joy to the World 17:24
5. Universal Indians / We Wish You a Merry Christmas (Vienna) 4.49

Die Kompositionen stammen von Albert Ayler. Sie enthalten neben Traditionals Stücke von Katherine K. Davis (4) und Chris Butler (3).

## Rezeption
Nach Ansicht von Mark Corroto, der das Album in All About Jazz rezensierte, brodelt die Musik vor Nostalgie nach der Unschuld der Jugend, sowohl nach der verlorenen Naivität vergangener Feiertage als auch nach den Ursprüngen des Free Jazz. So wie Albert Ayler „La Marseillaise“ ohne Ironie wiederbeleben konnte, würde Williams „Carol of the Drum“, oder wie man es vielleicht kenne, „The Little Drummer Boy“ spielen. Beide Musiker seien nie auf einen Marsch getroffen, der ihnen nicht gefiel. Josh Bermans Kornett ersetze Don Ayler und Fred Lonberg-Holms Cello die Violine von Michel Sampson. Und ja, es gebe Aylers Klangflüge, wenn die Performance in „Bells“ oder „Love Cry“ explodiere, was „Christmas Wrapping“ umgebe, einen Song, den Williams bereits 1981 mit der Post-Punk/New-Wave-Band The Waitresses aufgenommen hatte. Das Ganze rufe (metaphorisch) „Joy to the World“.